# Роґожинек
Роґожинек (пол. Rogożynek) — село в Польщі, у гміні Ліпськ Августівського повіту Підляського воєводства.
Населення — 38 осіб (2011).
У 1975-1998 роках село належало до Сувальського воєводства.

## Демографія
Демографічна структура станом на 31 березня 2011 року:
|          | Загалом | Допрацездатний вік | Працездатний вік | Постпрацездатний вік |
| -------- | ------- | ------------------ | ---------------- | -------------------- |
| Чоловіки | 22      | 3                  | 15               | 4                    |
| Жінки    | 16      | 3                  | 7                | 6                    |
| Разом    | 38      | 6                  | 22               | 10                   |